# Народний Дім у Копичинцях
49°06′06″ пн. ш. 25°54′31″ сх. д. / 49.101627° пн. ш. 25.908722° сх. д.
Народний дім у Копичинцях — культурна установа міста Копичинці, архітектурна пам'ятка XIX століття. У будівлі розташована Копичинецька міська бібліотека для дорослих.

## Історія

### Ідея та будівництво
З метою створення культурно-просвітницького центру в 1897 році Михайло Петрицький, Лука Сафіян та священик Северин Матковський запропонували побудувати в Копичинцях власний будинок, так званий «Народний Дім» з великим залом для театральних вистав, концертів, забав, зборів громадян та приміщеннями, де змогли б розміститись громадські організації. Для ведення будови було створено організаційний комітет у складі священиків С.Матковського, Н.Темницького, Д.Бахтаровського, Іл. Сіменовича, К.Лукасевича, І.Кисілівського, М.Струмінського, та інші. У зв’язку з будовою комітет звернувся з відозвою, яка називалась «До всієї добро мислячої Руси». Відозва закликала всіх мешканців Копичинець і навколишніх сіл взяти участь у будові. Через невеликий проміжок часу будова в дійсності стала всенародною.Кошти на неї збирали шляхом дачі платних вистав, концертів, фестонів, збору особистих пожертвувань жителів міста та сіл повіту. Солідну суму внесли церковні громади.В книзі діяльності Баворівської читальні записано, що в 1902 році її члени заколядували на будівництво «Народного Дому» 40 австрійських крон. На квітень 1904 року було зібрано 2200 крон і уділів, 2774 крон резервових фондів, 7500 крон кредиту.Заздалегідь надіючись перетворити посвяту фундаменту у велику патріотичну маніфестацію, її організатори написали до українського населення відозву, в якій від імені Ради управляючих і дирекції товариства говорилось: «Родимі! З огляду на важність справи і на пекучу потребу завершення вже сего року наміреної будови власного дому, надіємось  що вся руська спільність, як міська так і доокресна, інтелігенція духовна і світська, міщани і селяни з цілого повіту  Гусятинсько-Копичинецького, явившися во многих тисячах на наше народне торжество, сим задокументують, що живем власним життям і що ворожа сила не знищила нас і не зламала». За дирекцію:Д-р Лука Сафіян, Вітольд Білінський, о. Д. Бахталовський, Теодор Яскуляк. План будови виконав інженер Баб'як, вів будову майстер з Теребовлі Кость Геваніцький та підмайстер Дем'ян Елиїв з Копичинець, син Костя Елиїва, що подарував цеглу на будову.

### Посвята фундаменту
Посвята фундаментів майбутнього «Народного Дому» відбулась 2 червня 1904 р. Публічний похід до місця події очолили Рада Управителів та дирекція будівництва. Тогочасні архівні джерела дають опис цієї знаменної акції: в 11 годин після богослужіння, що відбулось в церкві св. Миколая на Горі, багатотисячна процесія направилась до закладених фундаментів. Попереду в українських строях з синьо-жовтими стрічками через плече йшли ряди товариств руських соколів. Вели соколів їхні старшини. Далі йшли відділи, які несли хоругви і свічки. За ними йшли 11 священиків, далі — поверх 2000 міщан та селян із навколишніх сіл.
Біля ставу за шлюзами поліція на чолі з комісаром Строкою перегородила дорогу, не дозволяючи йти далі. Керівництву походу був вручений рескрипт про заборону староством відзначення цієї події по тій причині, що місце не відповідає для збору такої великої кількості людей. Священики та Рада Управляючих відмовились виконати вимогу комісара. Зупинивши процесію, стали напастувати священиків та керівників заходу, старались розігнати весь хід. Не слухаючи заборон комісара, керівники на чолі з суддею Іваном Кивелюком закликали народ до непокори і, прорвавши поліцейський заслін, рушили далі до місця посвяти фундаментів. Далі все відбулось, як було заплановано при небаченій досі активності як виступаючих, так і учасників маніфестації.
Сам захід став не тільки формальною процедурою молодих ще українських організацій, а, в першу чергу, показав швидке зростання національної самосвідомості, став виявом нової сили, що здатна буде в майбутньому на більш потужні і грізні політичні акції з метою захисту не тільки своїх прав, а й утвердження себе, як господаря на своїй власній землі. В проведенні цієї акції активну участь взяли: Лука Сафіян — лікар, Степан Сафіян — працівник пошти, Іван Пензівол — голова «Просвіти» на Боварівщині, Микола Петрицький — купець, Іван Кивелюк — секретар суду в Копичинцях, голова філії «Просвіти», селяни — Іван Титор, Михайло Шпунярський, Іван Гуменний, Михайло Марак.
Присутніми на посвяті були священики: о.о. Петро Шанковський — Копичинці, Ізидор Кисілевський — Крогульці, Северин Матковський — Басири, Степан Шанковський — Гадинківці, Антін Шанковський — Нижній Нижбірок, М. Бахталовський — Яблунів, О. Лукасевич — Мшанець, І. Струмінський — Кутець, М. Темницький — Шидлівці.
Дана подія відбулась в день римо-католицького польського свята «Божого тіла», яке було в четвер. В газеті «Діло» за 14 червня 1904 року є рубрика про події 2-го червня в Копичинцях. В ній говориться, що д-р Евген Олесницький разом із д-ром Михайлом Королем вдались до намісництва в цій справі і зажадали сатисфакції. Намісник Галичини визнав їх рацію в тому, що староста і комісар Строка допустились великої безтактовності, пообіцяв із своєї сторони покарати їх за неправильні дії. В наступних газетах є повідомлення про те, що Строка переведений на службу до міста Долини.
В газетній репліці додається, що «якби подібне вчинив русин (тобто українець), то був би на мазурах.»

### Діяльність
1904 року, завдяки зусиллям народних мас, частина «Народного Дому» була збудована. В ній розмістились товариства «Згода», «Воскресеніє» та зал для глядачів. 1910-го будову було закінчено повністю. В добудові було розміщено класи для гімназії, їдальню для учнів, кімнату для "бесід" та помешкання для сторожа. З закінченням будівництва до товариства «Народний Дім» приєднано кредитову спілку «Згода», яка до війни мала досить велику суму капіталу.
За час воєн його не стало. Все потрібно було починати з нуля. На початку 20-х років до т-ва «Народний Дім» було приєднано і місцеве товариство «Сільський господар», засноване на початку століття Михайлом Петрицьким. Згодом «Народний Дім» перетворюється в кооперативну інституцію, придбавши під свою зверхність інші. «Просвіта» продовжує чітко дотримуватись уставних вимог, наполегливо сіючи серед народу рятівні зерна освіти, зерна національного самоутвердження, стає для галицьких українців своєрідним "міністерством просвіти". З 1922 року розпочалось навчання в «Рідній Школі», яка розміщалась в Народному Домі. Першим її директором був Іван Базник.  Школа була 7-клясовою, приватною, де навчалось приблизно 450 учнів. Викладання всіх предметів велося виключно українською мовою. На фронтальній стіні збереглась меморіальна дошка такого змісту: "1814-1914" - народному генієви  Тарасови Шевченкови в соті роковини уродин. Українські Товариства копичинецької землі". З грудня 1939 року в кількох кімнатах «Народного Дому» розміщено Копичинецьку районну бібліотеку. З добудовою кінотеатру 1987 року бібліотека зайняла всі приміщення «Народного Дому».

## Бібліотека для дорослих
На сьогоднішній день в приміщенні «Народного Дому» знаходиться Копичинецька міська бібліотека для дорослих.  При бібліотеці функціонують відділи: абонемент, читальний зал, юнацький відділ.  За сприянням  відділу преси, освіти та культури посольства США України в 2001 році було відкрито Інтернет-Центр. Фонд бібліотеки становить 21 266 примірників українською та іноземною мовами з різних галузей знань.

## Джерело
- Савка Б. Копичинці. Мандрівка через століття (Історичний нарис).— Тернопіль: Джура, 2001.— 580 с.
- Волошин А. Сутичка в Копичинцях: Влада проти міщан // Вісник Надзбруччя.— 17 березня 2000.— С. 4